# Justin (historien)
Pour les articles homonymes, voir Justin.

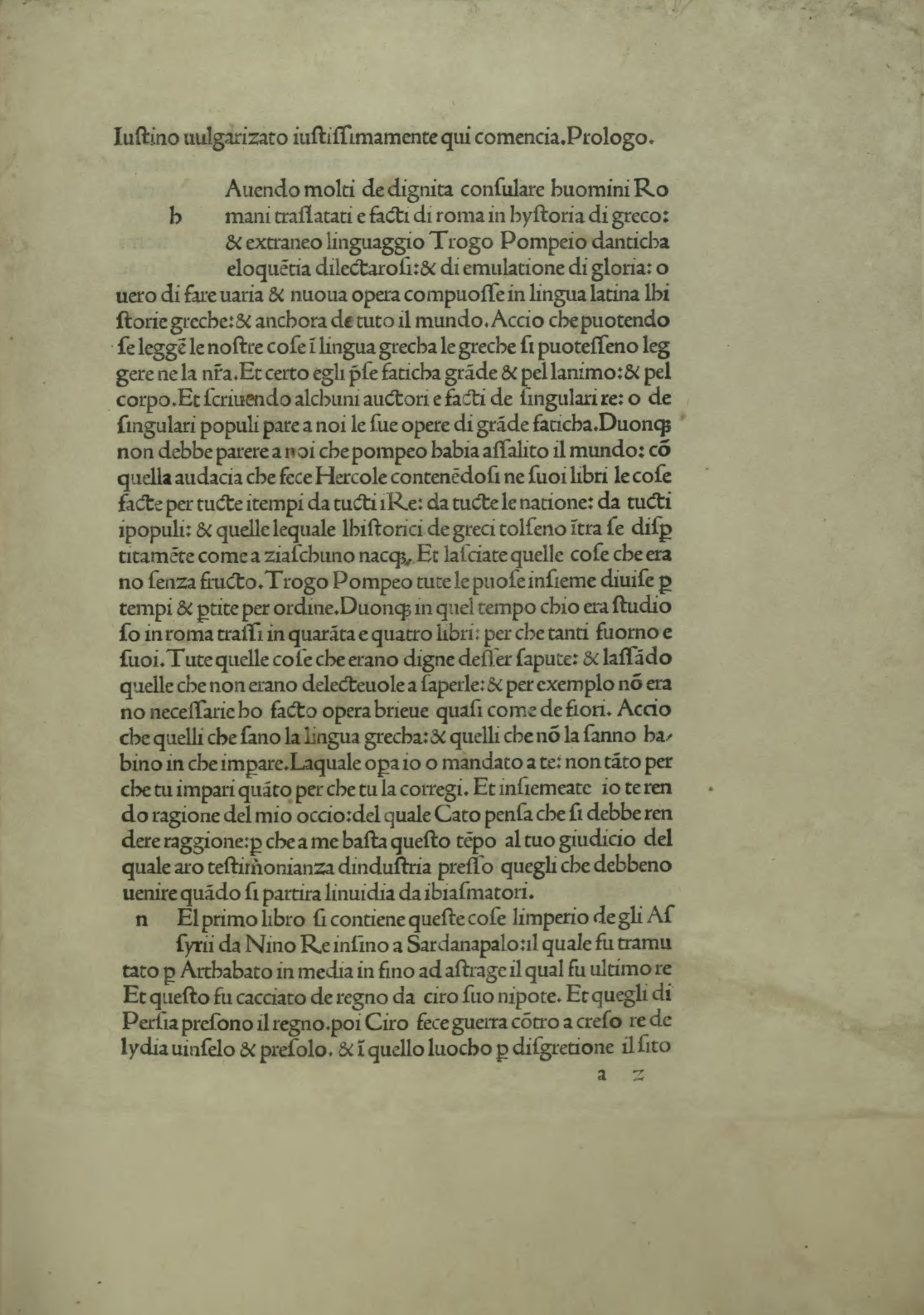
Epitome historiarum Trogi Pompeii.

Justin (en latin Marcus Junianus Justinus) est un historien romain. On date le plus souvent son existence du IIIe siècle, mais certains la placent au IVe siècle après Jésus-Christ.

## Biographie
L'abréviateur est très mal connu. Il est désigné par « Iunianius » et « Marcus » selon des traditions manuscrites divergentes. Il vécut un temps à Rome, mais son origine est inconnue : des historiens théorisent qu'il est issu de l'Afrique romaine, car il emploierait l'africatas, un dialecte latin. Justin sélectionne pour plaire au lecteur des motifs agréables et exotiques, particulièrement ceux qui concernent les Gaulois, les Scythes, les Parthes ou Carthage, mais il n'appartient pas pour autant à ces peuples. Selon Waldemar Heckel (en), son origine reste inconnue en l'état des sources actuelles, au point qu'un copiste l'a confondu avec Justin le Martyr. 
Quant à la datation, les hypothèses sont variées. Il est cité par Jérôme et a donc vécu avant le Ve siècle. Des hypothèses plus spéculatives le placent avant 226, mais il ne parle pas des Sassanides, tandis que d'autres chercheurs situent son activité sous Constance II, à la fin du IIIe siècle, par des comparaisons avec Florus et le renouveau païen.

## Son œuvre: l'Abrégé des Histoires Philippiques
Justin est l'auteur d'un Abrégé des Histoires philippiques (Epitoma Historiarum Philippicarum en latin), qu'il présente dans la préface comme un florilège des passages les plus importants et les plus intéressants du volumineux ouvrage intitulé Historiae philippicae et totius mundi origines et terrae situs, rédigé par Trogue Pompée à l'époque d'Auguste. Il y explique  son intention  : « J'ai constitué à loisir, tandis que je séjournais à Rome, un recueil de tout ce qui se prêtait le mieux à l'instruction ; laissant de côté ce qui ne se laissait apprendre avec plaisir et ce qui ne pouvait servir d'exemple, j'ai ainsi constitué une sorte de petit florilège, afin que ceux qui avaient étudié l'histoire de la Grèce puissent disposer d'un support pour se la rappeler, et pour que ceux qui ne l'avaient point apprise puissent ainsi en être instruits. »
Il est possible que Justin soit un professeur de rhétorique. Cela se ressent dans son style, surchargé, baroque, en utilisant toutes les possibilités de l'éloquence : chiasmes, phrases symétriques, asyndétiques, adversatifs, comparaisons, redondances, rythme, hyperboles… L'Abrégé de Justin est avant tout un florilège, c'est-à-dire une sélection d'épisodes, pas un résumé. Il cherche le plaisir de son large lectorat, jusque dans la sélection des épisodes, et il inclut plusieurs éléments proches de l'exotisme. Les informations trop savantes ne sont pas transcrites. Justin se concentre sur les aspects tragiques ou romanesques : le comportement des princes, les luttes proches des jeux du cirque ou les batailles, avec des détails scabreux.
Si l'œuvre de Trogue Pompée est perdue, certains manuscrits conservent une table des matières par des prologues indiquant le contenu de chaque livre. Il est possible d'apprécier les épisodes que Justin n'a pas voulut retranscrire : les origines des Lydiens et Étrusques, l'Athènes pré-Xerxès, la guerre de Crisa, l'affaire de Pylos durant la guerre du Péloponnèse, Cléon, la bataille de Leuctres, les Illyriens, les débuts de l'histoire de Byzance, les guerres contre l'Égypte lagide, Cléonyme, l'histoire de la Sicile, la guerre d'Antigone, les Gaulois, la révolte des Bastarnes, la guerre d'Eumène, l'histoire de la Judée, la fin de Pompée, les Indo-grecs… Les deux périodes historiques les mieux conservées par Justin, soit le tiers ou la moitié du contenu de Trogue Pompée, sont les guerres médiques au livre II et Alexandre le Grand aux livres XI et XII.
La valeur de son ouvrage et sa plus ou moins grande fidélité au texte original de Trogue Pompée font l'objet de débats : le texte de Justin comporte un assez grand nombre d'erreurs historiques. Pour Paul Jal, Justin n'a pas seulement fait œuvre d'abréviateur, mais a bien composé, à partir de sa source, un ouvrage autonome correspondant à une démarche littéraire. Ce jugement est partagé par John Yardley pour qui Justin enseignait la rhétorique et a composé son œuvre vers 200, à partir de celle de Trogue Pompée, tout en étant influencé par la pratique de la rhétorique et par l'œuvre de Tite Live.

### Éditions
- M. Iuniani Iustini, Epitoma historiarum Philippicarum Pompei Trogi ex recensione Francisci Ruehl, Leipzig, Teubner, 1915.
- M. Iuniani Iustini, Epitoma historiarum Philippicarum Pompei Trogi accedunt prologi in Pompeium Trogum post Franciscum Ruehl iterum edidit Otto Seel, Leipzig, Teubner, 1985.

### Traductions
- Traduction française de 2003 par Marie-Pierre Arnaud-Lindet sur le site Bibliotheca augustana : https://www.hs-augsburg.de/~harsch/Chronologia/Lspost04/Iustinus/ius_trad.html

- Justin (trad. Bernard Mineo et Giuseppe Zecchini), Abrégé des Histoires Philippiques de Trogue Pompée. Tome I : Livres I-X, Les Belles Lettres, coll. « Collection des Universités de France », 2016.
- Justin (trad. Bernard Mineo et Giuseppe Zecchini), Abrégé des Histoires Philippiques de Trogue Pompée. Tome II : Livres XI - XXIII, Les Belles Lettres, coll. « Collection des Universités de France », 2018.
- Justin (trad. Bernard Mineo et Giuseppe Zecchini), Abrégé des Histoires Philippiques de Trogue Pompée. Tome III : Livres XXIV - XLIV, Les Belles Lettres, coll. « Collection des Universités de France », 2020.
- (en) Justin, Epitome of the « Philippic History » of Pompeius Trogus. Volume I: Books 11-12: Alexander the Great, traduction et appendice par J. C. Yardley, commentaire par Waldemar Heckel, Oxford, Clarendon, 1997 (2003).

### Postérité
Au Moyen-Âge, l'abbé Réginon de Prüm copie de très près le style de Justin dans l'Abrégé pour rédiger sa Chronique universelle (906).